# Loriot à capuchon noir
Oriolus xanthornus
Espèce
Statut de conservation UICN

 LC  : Préoccupation mineure
Le Loriot à capuchon noir (Oriolus xanthornus) est une espèce de passereau de la famille des Oriolidae.

## Répartition
On le trouve dans les zones tropicales à travers l'Indochine et le sous-continent Indien.

## Sous-espèces
Selon Avibase
- Oriolus xanthornus xanthornus (Linnaeus, 1758)
- Oriolus xanthornus maderaspatanus Franklin, 1831
- Oriolus xanthornus reubeni Abdulali, 1977
- Oriolus xanthornus ceylonensis Bonaparte, 1850
- Oriolus xanthornus tanakae Kuroda, Sr, N, 1925